# Wikipedia Zero

Logo ufficiale Wikipedia Zero

Wikipedia Zero è stato un progetto creato dalla Wikimedia Foundation per fornire gratuitamente accesso a Wikipedia sui dispositivi mobili, in particolare nei Paesi in via di sviluppo. Il programma è terminato nel 2018.

## Storia
Il progetto è stato lanciato nel 2012. Nel marzo 2013 ha ottenuto il riconoscimento SXSW Interactive Award for activism. Alla chiusura, Wikipedia Zero era disponibile in 54 Stati tramite 30 operatori telefonici. Segue un elenco dei Paesi principali.
- Maggio 2012: Malaysia[5]
- Ottobre 2012: Thailandia, con dtac; Arabia Saudita con Saudi Telecom Company
- Maggio 2013: Pakistan, con Mobilink[6]
- Giugno 2013: Sri Lanka, con Dialog Axiata[7]
- Luglio 2013: India, con Aircel[8]
- Ottobre 2013: Giordania, con Umniah; Bangladesh, con Banglalink[9][10]
- Aprile 2014: Kosovo, sulla rete IPKO[11]
- Maggio 2014: Nepal, con Ncell[12] e in Kirghizistan con Beeline[13]
- Settembre 2014: Birmania, con Telenor[14]
- Ottobre 2014: Ucraina, con Kyivstar[15]
- Novembre 2014: Marocco, con inwi e Maroc Telecom
- Dicembre 2014: Ghana, con MTN Ghana[16][17]